# Spring spring spring spring spring
Spring spring spring spring spring är uppföljaren till Kullrusks självbetitlade debutalbum som släpptes i början av februari 2006. Musiken är skriven av bandets medlemmar, med två undantag. "Children's Song" av Eddie Harris samt Jari Haapalainens låt "All That I Need".

## Låtlista
1. "Hellstone" - 7:44
2. "Children's Song" - 3:17
3. "Indo" - 7:55
4. "All That I Need" - 4:49
5. "He-Ma'm" - 5:36
6. "Faidros" - 2:28
7. "Merguez" - 7:07
8. "Herkules" - 3:07